# Collematospora venezuelensis
Collematospora venezuelensis — вид грибів, що належить до монотипового роду Collematospora.